# Авија BH-21
Авија BH-21 (чеш. Avia BH-21) је чехословачки ловачки авион који је производила фирма Авија (чеш. Avia). Први лет авиона је извршен 1925. године.

Највећа брзина у хоризонталном лету је износила 245 km/h. Практична највећа висина лета је износила 5500 m а брзина пењања 385 m у минути. Размах крила је био 8,90 m а дужина 6,87 m. Маса празног авиона је износила 720 килограма а нормална полетна маса 1084 килограма. Био је наоружан са 2 предња митраљеза калибра 7,7 милиметара Викерс.

## Пројектовање и развој
Конструкторски тандем П. Бенеш и М. Хајн су почели да раде на новом пројекту ловачког авиона у новембру 1924. године. Основа за овај пројект био је двокрилац Авија BH-17 коме су променили профил крила, померили горње крило ка кљуну авиона, заменили пилон балдахином од челичних цеви, направили нове међукрилне подупираче и промеули хладњаке за воду и уље. Захваљујући томе што су извршили препројектовање постојећег авиона, процес пројектовања је био готов крајем новембра, израда прототипа је почела у децембру, а завршена је 22. фебруара 1925. године. Два дана касније извршен је и први пробни лет.
Резултати тестирања прототипа су били позитивни тако да је већ у току 1925. године отпочела и серијска производња овог авиона.

## Технички опис
Авија BH-21 је био једномоторни двокрилни ловачки авион једносед са мотором Škoda HS 8Fb (лиценца: Hispano-Suiza). Технички опис авиона је направљен према изворима
Труп је дрвене конструкције обложен шперплочом а делом и платном, правоугаоног попречног пресека са благо заобљеном горњом страницом трупа и заштитником за главу пилота. Предња страна кљуна, поклопац и облога мотора су били од алуминијумског лима. Конструкција трупа је била класична дрвена просторна решетка чија су поља укрућена жичаним дијагоналама. У трупу се налазио један отворени кокпит за пилота који је био заштићен ветробранским стаклом. Резервоар за гориво се налазио између мотора и кокпита.
Погонска група се сасојала од 8-мо цилиндарског, V-линијског, течношћу хлађеног, мотора  Škoda HS 8Fb (лиц. Hispano Suiza 8Fb) снаге 224 kW (300 KS), и двокраке дрврене вучне елисе фиксног корака, пречника 2 m, направљене од ламинираног дрвета. Као гориво је коришћена мешавина бензина и бензола у односу 70:30 са октанским бројем 75. За покретање мотора коришћен је компримовани ваздух.
Горње крило је једноделно, правоугаоног облика са полукружним крајем и састоји се од две сандучасте рамењаче и ребара од шперплоче. Шперплочом је био покривен простор између рамељача а цело крило обложено платном. Доње крило је дводелно исте конструкције као и горње и имало је већи размах од горњег крила. Само доње крило је било опремљено елеронима (крилцима) дрвене конструкције обложене платном и причвршћени за другу рамењачу. Међукрилни подупирачи облика латиничног слова N као и конструкција балдахина која носи горње крило су направљени од заварених челичних цеви. Сви жичани затезачи између крила су удвојени и на местима укрштања спојени одстојницима. На овај начин смањене су осцилације жичаног затезног система за време лета авиона.
Хоризонтални стабилизатор је имао дрвени оквир који се састојао од две греде и ребара, цео стабилизатор је био прекривен платном. Кормило правца је имало конструкцију од заварених челичних цеви прекривених платном. Висинска кормила су такође била од челичних цеви прекривених платном. Управљање кормилима је било механичким путем, помоћу полуга и челичних сајли.
Стајни трап авиона је фиксан направљен од танкозидих заварених челичних цеви са фиксном челичном осовином и два точка са гумама од тврде гуме. Точкови су били димензија 700 × 110 mm и имали су гуме 700 × 125 mm и могли су се заменити за скије. Амортизација точкова се вршила помоћу гумених трака. Испод репа авиона налази се дрвена еластична дрљача са лиснатом опругом која је била причвршћена за дрвену греду између две последње преграде трупа. То је била трећа ослона тачка авиона.

## Наоружање
Авион Авија BH-21 је био наоружан са два синхронизована митраљеза Vickers калибра 7,7 mm постављена изнад мотора који су гађали кроз обртно поље елисе.
| Наоружање авиона: Авија        |             |
| Ватрено (стрељачко) наоружање  |             |
| Топ                            |             |
| Митраљез                       |             |
| Број и ознака митраљеза        | 2 х Vickers |
| Број метака                    | 600         |
| Калибар                        | 7,7         |
| Бомбардерско наоружање (бомбе) |             |
| Ракетно наоружање (ракете)     |             |

## Верзије
- Avia BH-21 - модел авиона из серијске производње, војна ознака B-21, произведено 139 авиона.
- Avia Bš-21 - акробатска верзија, произведено 10 авиона.
- Avia BH-21R - тркачка верзија, мотор Hispano Suiza снаге 294 kW (400 KS) са компресорним, произведен 1 авион.
- Avia BH-21J - модел са мотором Walter Jupiter IV снаге 316 kW (430 KS), произведен 1 авион.

## Оперативно коришћење
Укупно је произведено од 1925. до 1928. године 139 авиона Авија BH-21. Од тог броја 137 је предато Чехословачком ратном ваздухопловству (ЧРВ), један је направљен за тестирање радијалног мотора Бристол Јупитер IV а други као узорак за лиценцну производњу у Белгији.
Авиони Авија BH-21 који су испоручивани ЧРВ су сукцесивно распоређивани у ловачке пукове којих је било 6, школе за обуку летача а касније када су ловачки пукови попуњени, авиони су дистрибуирани и у ескадриле за извиђање и бомбардовање где су их пилоти користили за кондиционо летење (тренажу) и акробатску обуку. Овај авион је био први чехословачки авион који је омогућавао   безбедну акробатску обуку и тиме допринео подизању нивоа обучености чехословачких пилота.
Највећи недостатак овог авиона је била дрвена конструкција која је проузроковала витоперење крила и трупа авиона и труљење услед дејства временских промена. Предност дрвене градње је била јефтинији авион, доступност домаћег материјала за производњу, лакше поправке авиона и у аеродромским условима. Број авиона Авија BH-21 у чехословачком ваздухопловству се временом полако смањивао увођењем нових ловаца Авија BH-33.
Овај авион због учешћа на многим аеромитинзима у Чехословачкој и по Европи је допринео великој популарности ваздухопловства  и Авие између два рата. Немогуће је у опису авиона Авија BH-21 не поменути и пилота Франтишека Малковски кога су Чехословаци назвали "краљ ваздуха" а његов авион, црвеном бојом офарбан назвали "црвени ђаво".

## Земље које су користиле авион
- Чехословачка
- Белгија